# 1831 no Brasil
Esta é uma cronologia dos fatos acontecimentos de ano 1831 no Brasil.

## Incumbente
- Imperador – D. Pedro I (1822–7 de abril de 1831)
- Imperador – D. Pedro II (9 de abril de 1831-15 de novembro de 1889)

## Eventos
- Criação do Partido Restaurador.
- 11 de março: Dom Pedro I retorna ao Rio de Janeiro.
- 12 a 15 de março: Noite das Garrafadas: Brigas de rua entre brasileiros e portugueses.
- 6 de abril: Ocorre uma grande manifestação popular no Rio de Janeiro.
- 7 de abril: 
  - Nomeação de José Bonifácio tutor dos príncipes residentes no Brasil.
  - Abdicação de Pedro I do Brasil: Dom Pedro I abdica do trono em favor do filho Dom Pedro II.[1]
  - Eleições pra regente no Brasil em 1831: A Regência Trina Provisória, composta pelo marquês de Caravela José Joaquim Carneiro de Campos, Nicolau Pereira de Campos Vergueiro e Francisco de Lima e Silva, é eleita.
- 13 de abril: Dom Pedro I volta a Portugal junto com a imperatriz D. Amélia. O Hino Nacional Brasileiro é executado pela primeira vez.
- 13 a 14 de abril: Confrontos entre nacionalistas e absolutistas no Rio de Janeiro, Noite das Garrafadas.
- 18 de junho: A Regência Trina Permanente, composta por Francisco de Lima e Silva, José da Costa Carvalho e João Bráulio Muniz, é eleita pela Assembleia Geral.
- 18 de agosto: A Guarda Nacional é criada, esvaziando o Exército brasileiro.
- 12 de setembro: Revolta contra os portugueses em São Luís do Maranhão faz 300 vítimas.
- 14 de setembro: Setembrada: revolta de soldados do 14º Batalhão de tropa de linha com a adesão de outros corpos, em Recife, Pernambuco.
- 7 de novembro: Lei Feijó: Declaração de liberdade a todos os escravos que entrassem no Império a partir desta data por lei.
- 15 de dezembro: O presidente da Província de São Paulo, Brigadeiro Rafael Tobias de Aguiar, se reuniu com o Conselho da Presidência e assinou o documento criando a Guarda Municipal Permanente (atual Polícia Militar do Estado de São Paulo).
- 27 de dezembro: Charles Darwin embarca no HMS Beagle para a sua viagem ao redor do globo, parando no Brasil.

## Nascimentos
- 21 de fevereiro: Sousa Dantas, 28° primeiro-ministro do Brasil (m. 1894).
- 29 de agosto: Bezerra de Menezes, médico, espírita e deputado (m. 1900).
- 12 de setembro: Álvares de Azevedo, poeta ultrarromântico (m. 1852).
- 18 de setembro: Antônio Manuel Correia de Miranda, militar (m. 1903).
- 1 de novembro: Manuel Francisco Correia, político (m. 1905).
- 1 de dezembro: Maria Amélia de Bragança, princesa do Brasil, (m. 1853).